# Georg Heinrich Schröder
Johann Georg(e) Heinrich Schröder (* 27. September 1745; † 18. April 1815 in Kassel) war ein deutscher Spezereihändler, Provisor und Abgeordneter.

## Leben
Schröder war Spezereihändler und Provisor der Löwen-Apotheke in Hersfeld. 1815 war er Mitglied des Landtages des Kurfürstentums Hessen-Kassel für Hersfeld und die Städte des Fuldastroms. Nach seinem Tod wurde Arnold Sinning für ihn Abgeordneter.